# Jean-Paul Akono
Jean-Paul Akono (Yaoundé, 1 de janeiro de 1952) é um ex-futebolista e treinador profissional camaronês que atuava como meio-campista.

## Carreira
Como jogador, Akono jogou somente no Canon Yaoundé, entre 1979 e 1980. Na Seleção Camaronesa, disputou apenas um jogo, em 1973, contra a Seleção do Zaire, pelas eliminatórias para a Copa de 1974. Ele chegou a participar da Copa Africana de Nações no ano anterior, sem entrar em campo.
Ele foi o treinador de Camarões durante as Olimpíadas de Sydney, tendo conquistado a medalha de ouro com os Leões. Comandou, ainda, a Seleção do Chade entre 2002 e 2003.